# Movimiento Canarias Libre
Canarias Libre fou un moviment nacionalista d'esquerra creat a les Illes Canàries a finals de la dècada dels 50.
El Movimiento Canarias Libre aparegué el 1959 i en ell s'integrarà el grup anticlerical Iglesia Cubana i advocats progressistes com Fernando Sagaseta o Carlos Suárez; també intervindran en la seva formació sectors vinculats al Partido Comunista de España.
Es donaren una sèrie de fets que influïren en l'aparició d'aquest grup.
- L'economia dependent de l'Arxipèlag Canari. La reducció i crisi del model d'explotació agrícola i l'aparició d'un model econòmic que girarà al voltant del turisme.
- Amb relació a aquest nou model, un èxode rural, per a treballar en la construcció o en l'hostaleria. Aparició de barris marginals i del barraquisme.
- La persistència del fenomen del "caciquisme"
- La falta de llibertats durant la dictadura franquista.
- L'execució de Juan García Suárez "El Corredera" el 1959.
- La Revolució Cubana.
- L'aparició d'ETA a Euskadi.
- L'inici dels processos de descolonització en el continent africà.

Si bé l'orientació política del Movimiento Canarias Libre no està totalment definida, y dins hi havia tendències ben diferents, es podria definir com a moviment independentista de caràcter socialista. Dins del Movimiento Canarias Libre també hi havia una clara diferenciació entre els nuclis obrers de la Isleta, i el sector petit-burgès que s'integraria posteriorment en el PCE. En algun moment es plantejaria la fusió de Canarias Libre amb el Partido Comunista en Canarias si aquest trenqués amb el Comité Central del PCE, formant un partit comunista canari independent de l'espanyol, però això fou rebutjat pels principals dirigents del partit.
Canarias Libre era un grup que tindria una incidència escassa, i a penes s'organitzà fora de l'illa de Gran Canària (llevat d'algun petit grup coordinat a Tenerife on hi destacà l'advocat laboralista Antonio Cubillo); tanmateix, la seva importància rau en el fet que és l'origen de grups posteriors que sí que tindran més incidència a les Illes Canàries.
L'acció de Canarias Libre consistirà principalment en la difusió de fulls volants, pamflets, i pintades reivindicatives.
També crearan i difondran el 7 de setembre de 1961, la bandera canària, blanca, blava i groga, sorgida per la superposició dels colors de les banderes de les dues províncies. Posteriorment, el MPAIAC hi afegirà set estrelles verdes (adoptada després per gairebé tots els grups radicals, no sols independentistes). La bandera actual de la Comunitat Autònoma de les Illes Canàries és la creada pel Movimiento Canarias Libre, sense les estrelles verdes, amb un to blau més fosc, i amb l'escut autonòmic afegit.
La manca d'experiència organitzativa i una sèrie d'errors provocaran la caiguda del Movimiento Canarias Libre. El 1962, abans d'un partit de futbol, es faran unes pintades a l'Estadi Insular de Las Palmas de Gran Canaria, després de les quals tot el grup, llevat els nuclis obrers de la Isleta, fou detingut. Després del seu empresonament, la majoria dels integrants de Canarias Libre s'integrarà en el PCE. A Tenerife, el grup format al voltant d'Antonio Cubillo serà l'origen del MPAIAC.